# Archalbot
Archalbot (en népalais : अर्चलबोट) est un comité de développement villageois du Népal situé dans le district de Lamjung. Au recensement de 2011, il comptait 1 605 habitants.